# Inval-Boiron
Inval-Boiron é uma comuna francesa na região administrativa de Altos da França, no departamento de Somme. Estende-se por uma área de 3,32 km². Em 2010 a comuna tinha 114 habitantes (densidade: 34,3 hab./km²).